# Albert Piette
Albert Piette (Namur, 18 aprile 1960) è un antropologo francese, professore al dipartimento di etnologia all’Université Paris Ouest Nanterre.

## Biografia
I suoi lavori riguardano l'osservazione dell'azione, in particolare nel campo religioso. Egli tenta soprattutto di descrivere e di analizzare i dettagli e l'andamento comune delle situazioni. Nella prospettiva di un'anthropologia esistenziale, egli vede il modo minore della realtà come un elemento capitale non solo per definire la differenza antropologica, ma anche per capire la vita sociale.
Da qualche anno, l'intento di Albert Piette è di ripensare l'antropologia come disciplina specifica, scienza dell'essere umano, distinta dalla sociologia e dall'etnologia, con delle orientazioni teoriche, tematiche e metodologiche precise, adoperando i concetti seguenti: fenomenografia, ontografia, e ontologia.  Il suo universo antropologico, interdisciplinare e comparatista, è popolato da esseri umani, Homo sapiens, Homo neanderthalensis, scimmie, divinità e società,  fede religiosa, momenti e evoluzioni.
Per Albert Piette, l'anthropologia esistenziale consiste nello studiare l'essere umano in quanto “esiste” e in quanto percepisce la propria esistenza, conscio anche del fatto che la perderà. Tale pensiero osserva in questa prospettiva la microcontinuità dell'uomo, che vive momenti e situazioni secondo diverse modalità di presenza-assenza e attività-passività.  L'anthropologia esistenziale non è secondaria, essa è capitale per l'antropologia, per il suo avvenire e la sua dissociazione dalla sociologia.
Per quanto concerne l'osservazione dell'esistenza nei dettagli, Albert Piette considera che l'etnografia, dato che lavora su delle unità di più elementi (attività e gruppi) è meno opportuna della fenomenografia che si concentra sugli individui. Come lo indica il termine, la fenomenografia studia ciò che appare, le forme, i movimenti, i comportamenti, e, come complemento empirico della fenomenologia, tenta di descrivere gli stati della mente e le sensazioni nella continuità dei momenti.

## Pubblicazioni

### Libri
- Les Jeux de la fête, Paris, Publications de la Sorbonne, 1988.
- Le Mode mineur de la réalité. Paradoxes et photographies en anthropologie, Louvain, Peeters, 1992.
- Les Religiosités séculières, Paris, PUF, 1993.
- Ethnographie de l'action. L'observation des détails, Paris, Métailié, 1996.
- La Religion de près. L'activité religieuse en train de se faire, Paris, Métailié, 1999.
- Détails d'amour ou le lien par l'écriture, Paris, L'Harmattan, 2003.
- Le Fait religieux. Une théorie de la religion ordinaire, Paris, Economica, 2003.
- Le Temps du deuil, Paris, Eds de l'Atelier, 2005.
- Petit traité d'anthropologie, Marchienne-au-Pont, Socrate Editions Promarex, 2006.
- L'Être humain, une question de détails, Marchienne-au-Pont, Socrate Editions Promarex, 2007.
- L'Acte d'exister. Une phénoménographie de la présence, Marchienne-au-Pont, Socrate Editions Promarex, 2009.
- Anthropologie existentiale, Paris, Pétra, 2009.
- Propositions anthropologiques pour refonder la discipline, Paris, Pétra, 2010.
- Fondements à une anthropologie des hommes, Paris, collection «Société et Pensées», Éditions Hermann, 2011.
- De l'ontologie en anthropologie, Paris, Berg International, 2012.
- L'origine de la croyance, Paris, Berg International, 2013.
- Contre le relationnisme. Lettre aux anthropologues, Lormont, Le Bord de l'eau, 2014.
- Méditation pessoanienne. Science de l'existence et destin de l'Anthropologue, Paris, Éditions Matériologiques, 2014.
- Avec Heidegger contre Heidegger. Introduction à une anthropologie de l'existence, Lausanne, Éditions L'Âge d'Homme, 2014.
- What is Existential Anthropology?, a cura di Michael Jackson, New York - Oxford, Berghahn Books, 2015.
- Existence in the Details. Theory and Methodology in Existential Anthropology, Berlin, Duncker & Humblot, 2015.
- Aristote, Heidegger, Pessoa : l'appel de l'anthropologie, Paris, Pétra, 2016.
- L'humain impensé, Paris, Presses Universitaires de Paris Ouest, 2016 (con Jean-Michel Salanskis).
- Antropologia dell'esistenza, Venezia, Alvisopoli, 2016.
- Separate Humans. Anthropology, Ontology, Existence, Milan, Mimesis International, 2016.
- Ethnographie de l'action. L'observation des détails, 2ª edizione, Paris, Editions de l'EHESS, 2020.
- L'être-cycliste, anthropologie triste, Saint-Guilhem-le-Désert, Éditions Guilhem, 2022.
- Anthropologie existentiale, autographie et entité humaine, Londres, Iste Éditions, 2022.
- La religion de près, 2ª edizione, Genève, Labor et Fides, 2022.
- Dictionnaire des anthropologies (con Mathilde Lequin), Nanterre, Presses Universitaires de Paris Nanterre, 2022.
- Les jeux de la fête, 2ª edizione, Paris, Editions de la Sorbonne, 2023.
- The Routledge International Handbook of Existential Human Science, a cura di Huon Wardle e Nigel Rapport, New York - Londres, Routledge, 2023.

### Articoli e capitoli dei libri
Articoli e capitoli dei libri sul sito ufficiale di Albert Piette e Academia.edu